# Stadiál
Stadiál je kratší studenější a sušší klimatické období v rámci jednoho glaciálu. Během jednoho glaciálu mohlo dojít k několika studenějším výkyvům – stadiálům, mezi kterými probíhaly teplejší období – interstadiály.